# 보랏 속편
《보랏 속편》(영어: Borat Subsequent Moviefilm: Delivery of Prodigious Bribe to American Regime for Make Benefit Once Glorious Nation of Kazakhstan)은 2020년 공개된 미국의 모큐멘터리 코미디 영화이다. 제이슨 월리너의 감독 데뷔작이며, 2006년 영화 《보랏: 카자흐스탄 킹카의 미국 문화 빨아들이기》의 후속 작품이다.

## 줄거리
14년 간의 강제 노동 수용소 생활 후, 카자흐스탄 언론인 보랏 사그디예프는 조국을 위해 다시 한번 임무를 부여받는다. 이번에는 카자흐스탄의 명예를 회복하기 위해 문화부 장관이자 유명 포르노 배우인 '조니 더 몽키'를 미국 대통령에게 바치려 하지만, 지난 번 미국 방문 때 트럼프 호텔에서 실례를 저질렀던 전적 때문에 트럼프에게 접근하기 어렵게 된다. 결국 부통령 마이크 펜스에게 조니를 바치기로 하지만, 자신의 집에 15살 딸 투타르가 있다는 것을 알게 된다. 
보랏은 조니를 미국으로 데려가려 하지만, 투타르가 조니의 상자 안에 숨어 있었고, 조니를 먹어치운 것을 발견한다. 대통령에게 뇌물을 바치지 못하면 처형당할 위기에 놓인 보랏은 투타르를 펜스에게 주려고 한다. 투타르는 변신을 거치고 사교계 데뷔 무도회에 등장하지만, 아버지와의 춤 도중 생리혈을 묻히게 된다. 펜스가 근처에 있다는 것을 안 보랏은 트럼프로 변장해 투타르를 바치려 하지만 실패한다. 보랏은 카자흐스탄으로 돌아가 처형당할 위기에 놓이고, 투타르는 트럼프와 가까운 루디 줄리아니에게 자신을 바치자고 제안한다.
줄리아니가 가슴 큰 여자와 바람을 피웠다는 소문을 듣고 투타르는 성형 수술을 받으려 하지만, 보랏은 이발소에서 일하며 돈을 모으는 동안 투타르는 보모에게서 기존의 성차별적인 가르침이 거짓이라는 것을 알게 된다. 투타르는 스스로 성적 쾌락을 느끼고, 수술을 포기하며 보랏에게 억압적인 삶에 항의한다. 또한 홀로코스트가 거짓이라는 주장을 접하고 충격을 받은 보랏은 유대인으로 위장해 자살하려 하지만, 친절한 홀로코스트 생존자들을 만나면서 홀로코스트가 사실임을 알게 된다.
보랏은 코로나19 팬데믹으로 거리에서 사람들을 찾을 수 없게 되고, QAnon 음모론자들과 격리 생활을 한다. 음모론자들은 투타르가 기자로 일하고 있음을 알려주고, 보랏은 투타르를 찾아 워싱턴에서 열리는 집회에 간다. 투타르는 아버지를 돕기 위해 줄리아니와의 인터뷰를 주선하지만, 보랏은 투타르를 사랑하게 되었다는 것을 깨닫고 줄리아니에게 자신이 성적 호의를 제공하려 한다. 카자흐스탄으로 돌아가 처형당할 것을 각오한 보랏은, 사실 카자흐스탄을 조롱한 것에 대한 보복으로 이용당한 것임을 알게 된다.
미국으로 가기 전, 보랏은 '집시 눈물'이라는 주사를 통해 코로나19 바이러스에 감염되어 팬데믹의 시초 환자가 된다. 보랏은 과거 녹음본을 이용해 카자흐스탄 대통령을 협박하고, 결국 보랏은 다시 일자리를 얻고 카자흐스탄은 여성혐오적인 법을 바꾸게 된다. 3개월 후, 투타르와 보랏은 리포터 팀이 되고, 카자흐스탄은 반유대주의적인 전통을 대신해 미국인을 조롱하는 새로운 전통을 만든다. 영화는 다가오는 미국 대선에서 투표를 독려하는 메시지로 끝난다.

## 출연진
- 사샤 배런 코언 - 보랏 사그디예프
- 마리야 바칼로바 - 투타르 사그디예프
- 다니 포페스쿠 - 누르술탄 나자르바예프
- 톰 행크스 - 본인
- 리타 윌슨 - 본인